# Илиш, Якоб Иоганн
Якоб Иоганн (Яков Иванович) Илиш (нем. Jakob Johann Ilisch; 1789—1858) — русский врач.
Посещал Дерптский, Берлинский и Йенский университеты, где в 1811 получил степень доктора философии, участвовал затем в походе 1812 года, за что получил отличия.
Впоследствии был врачом в Риге, Пернове, Ревеле (ныне — Таллин) и на Сергиевских минеральных водах.
Оставил несколько трудов, из которых важнейшие:
- «Die natürlichen und falschen Blättern» (Пернов, 1817);
- «Die gewöhnlichen Krankheiten des menschlichen Körpers» (Рига и Юрьев, 1822);
- «Das Seebad» (1826);
- «Сергиевские минеральные воды» («Журнал Министерства Внутренних дел»).